# Timothy Gallwey
W. Timothy Gallwey (* 1938 San Francisco, Spojené státy americké) je americký spisovatel, autor série knih začínající The inner Game (Vnitřní hra), ve kterých vysvětluje novou metodu koučinku, osobního a profesního rozvoje v mnoha oblastech života. Od 70. let 20. století, kdy začal publikovat, napsal knihy The Inner Game of Tennis, The Inner Game of Golf, The Inner game of Music, Inner Skiing and The Inner Game of Work. Jeho seminární práce The Inner Game of Tennis bylo vydáno více než milion výtisků. I když se většina jeho knih věnuje sportům, byly jeho metody využity i v oblasti obchodu, zdravotnictví a vzdělávání.
V roce 1960 byl kapitánem tenisového týmu Harvadovy univerzity. V 70. letech se naučil meditační techniky gurua Prem Rawata z organizace Divine Light Mission. To mu podle jeho slov pomohlo zlepšit schopnost koncentrace takovým způsobem, že to zlepšilo i jeho hru. V článku v The New York Times z roku 1973 popsal svůj objev Prem Rawata a své rozhodnutí k životu v ášramu a celibátu. V roce 1997 věnoval svou knihu The Inner Game of Tennis právě Prem Rawartovi.
The Inner Game (Vnitřní hra) je založena na principech, ve kterých jednotlivec používá nekritických pozorování klíčových momentů, za účelem co nejpřesnějšího pozorování. Pokud jsou pozorování precizní, tak se tělo pozorovatele samo přizpůsobí, aby podalo co nejlepší výkon. Gallwey byl jeden z prvních, který demonstroval ucelenou metodu koučinku, která může být využita v mnoha situacích. Koučoval více pro vedoucí pracovníky byznysu, než sportovce.
Gallveyova práce dále pokračovala založením hnutí obchodního koučinku, životního koučinku a koučinku vedoucích pracovníků. Jeden z nejznámějších představitelů obchodního koučingu je sir John Whitmore, který zpopularizoval GROW model koučinku.

## Dílo
- Gallwey, W. Timothy. Vnitřní hra tenisu. Praha: Management press, 2011. ISBN 978-80-7261-233-8.
- Gallwey, W. Timothy. The Inner Game of Tennis. 1st. vyd. New York: Random House, 1974. Dostupné online. ISBN 0-394-49154-8.
- GALLWEY, W. Timothy. Inner tennis : playing the game. New York: Random House, 1976. Dostupné online. ISBN 0-394-40043-7.
- Gallwey, W. Timothy; Kriegel, Robert J. Inner skiing. 1st. vyd. New York: Random House, 1977. ISBN 0-394-42048-9.
- Gallwey, W. Timothy. The Inner Game of Golf. 1st. vyd. New York: Random House, 1981. Dostupné online. ISBN 0-394-50534-4.
- Gallwey, W. Timothy. Inner Game of Winning. [s.l.]: Listen USA, 1985. ISBN 0-88684-064-3.
- Green, Barry; Gallwey, W. Timothy. The inner game of music. 1st. vyd. New York: Anchor Press/Doubleday, 1986. ISBN 0-385-23126-1.
- GALLWEY, W. Timothy. The Inner Game of Work. New York: Random House, 2000. Dostupné online. ISBN 0-375-50007-3.
- GALLWEY, W. Timothy. The Inner Game of Stress: Outsmart Life's Challenges, Fulfill Your Potential, Enjoy Yourself. New York: Random House, 2009. ISBN 1-4000-6791-X.